# Pirazolidină
Pirazolidina este un compus organic heterociclic cu formula chimică C3H8N2.